# Campeonato de España de atletismo de 1934
El XVII Campeonato de España de Atletismo se disputó los días 4 y 5 de agosto de 1934, únicamente en categoría masculina, en las instalaciones deportivas del Estadio de Berazubi, Tolosa.